# Carne di cervo

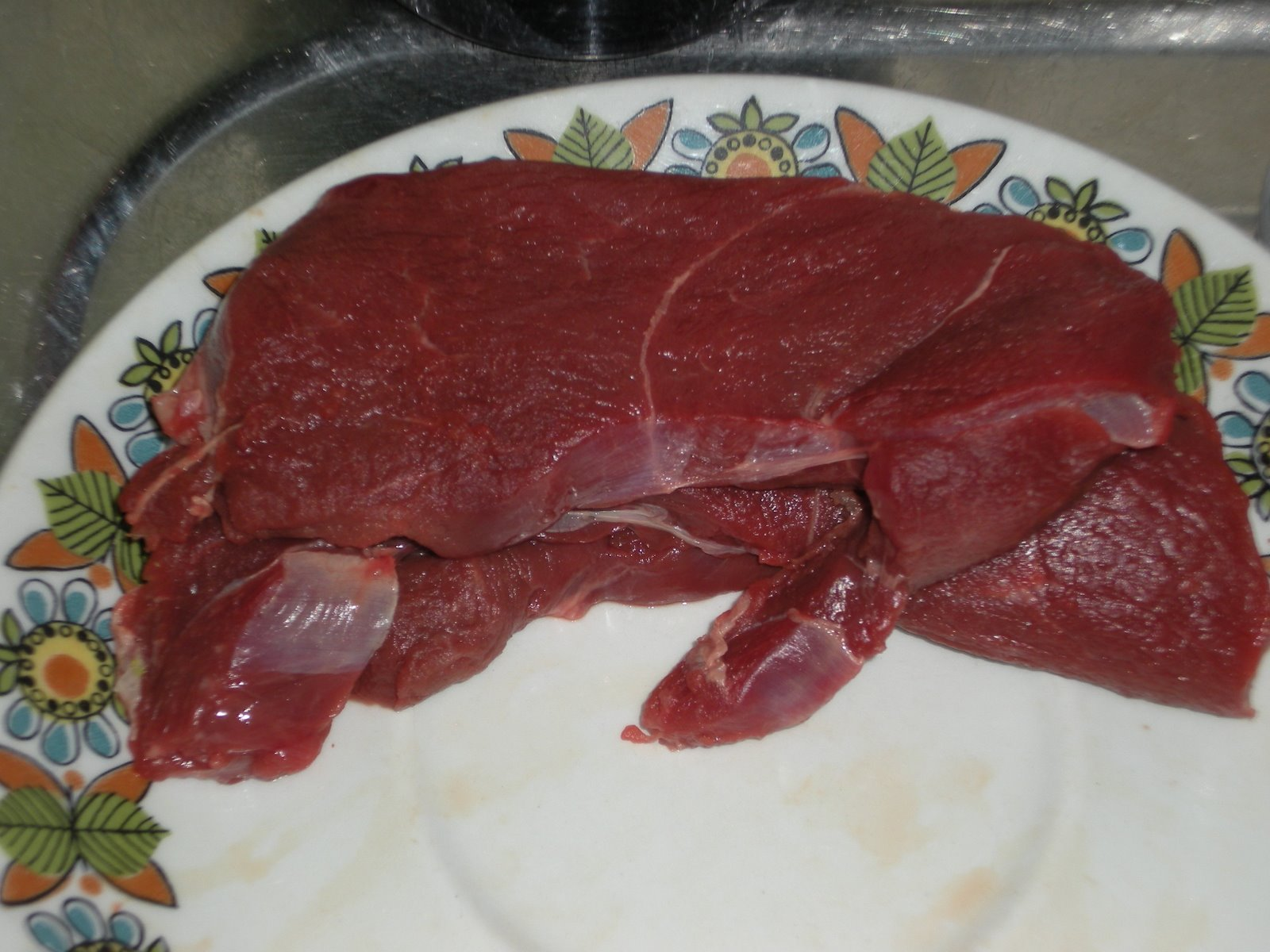
Bistecca di cervo

La carne di cervo è quella ricavata dai cervidi.

## Descrizione
La carne dei cervi è considerata molto sana se proviene da animali sani e non trattati. Essa è ricca di umidità e proteine, ed è più diversificata di aminoacidi e più povera di calorie, colesterolo e grassi rispetto alla maggior parte dei tagli di manzo, maiale o agnello quando questi ultimi vengono sottoposti a una dieta a base di cereali. Tuttavia, la malattia del deperimento cronico di cui molti cervidi soffrono ha spinto gli scienziati a chiedersi se questa potesse trasmettersi agli esseri umani tramite il consumo di quell'animale.
Pur ricordandone il sapore, la carne di cervo è in genere più magra di quella di manzo. Analogamente a quanto capita con quelle di bovino e di maiale, la carne di cervo è classificata in più tagli tra loro diversi. Questi vengono solitamente tagliati più finemente rispetto alla carne di manzo. Data la sua magrezza, quando viene preparata sotto forma di hamburger, viene aggiunto un ingrediente grasso (ad es. olio d'oliva) per migliorarne la consistenza. Le frattaglie del cervo sono consumabili.